# Karl Hessenberg
Karl Adolf Hessemberg (8 settembre 1904 – 22 febbraio 1959) è stato un matematico e ingegnere tedesco.
Un tipo di matrice porta il suo nome.
Hessenberg è anche fratello del compositore Kurt Hessenberg, pronipote del medico e scrittore Heinrich Hoffmann.